# Libellula subornata
Libellula subornata är en trollsländeart som först beskrevs av Hagen 1861.  Libellula subornata ingår i släktet Libellula och familjen segeltrollsländor. Inga underarter finns listade i Catalogue of Life.